# BN-Reaktor
Der BN (russisch БН, Реактор на Быстрых Нейтронах, transkribiert Reaktor na Bystrych Nejtronach, zu Deutsch etwa Reaktor für schnelle Neutronen oder sinngemäß Schneller Brüter) ist ein natriumgekühlter Brutreaktor verschiedener Leistungsversionen der russischen Firma OKBM. Zurzeit (Stand 2019) sind zwei BN-Reaktoren weltweit in Betrieb.
Die BN-Reaktoren sollen ein Brutverhältnis bis zu 1,3 erreichen können, also 30 % mehr Plutonium aus Uran-238 erzeugen können, als sie in der gleichen Zeit an spaltbarem Material verbrauchen. Der Überschuss könnte in Leichtwasserreaktoren verwendet werden. So könnte das Natururan bis zu 60 mal effizienter als in herkömmlichen Reaktoren ausgenutzt werden. Seit 2012 wird der BN-600 jedoch zur Verbrennung des Plutoniums aus den russischen Kernwaffen als burner reactor verwendet, d. h. mit einem Brutverhältnis unter 1.

## Übersicht der verschiedenen Typen
| Typ     | Leistung         | Leistung         | Brennelemente | Kühlkreisläufe | Betriebsdaten | Betriebsdaten                                |
| Typ     | Thermisch [MWth] | Elektrisch [MWe] | Brennelemente | Kühlkreisläufe | Betrieb       | Status                                       |
| ------- | ---------------- | ---------------- | ------------- | -------------- | ------------- | -------------------------------------------- |
| BN-350  | 750              | 135              |               |                | 1972–1999     | Stillgelegt                                  |
| BN-600  | 1470             | 600              | 369           |                | 1980–0000     | In Betrieb                                   |
| BN-800  | 2100             | 864              |               | 4              | 2014–0000     | In Betrieb; geplante Betriebsdauer: 60 Jahre |
| BN-1200 | 2900             | 1220             |               | 4              | Nach 2030     | In Planung; geplante Betriebsdauer: 60 Jahre |

Quelle: 

### BN-350
Der erste BN-Reaktor mit der Typbezeichnung BN-350 wurde 1973 im Kernkraftwerk Aqtau (damals UdSSR) in Betrieb genommen. Der Reaktor war 27 Jahre in Betrieb und wurde neben dem experimentellen Zweck zur Erzeugung von Wärme für die Wasserentsalzung verwendet.

### BN-600

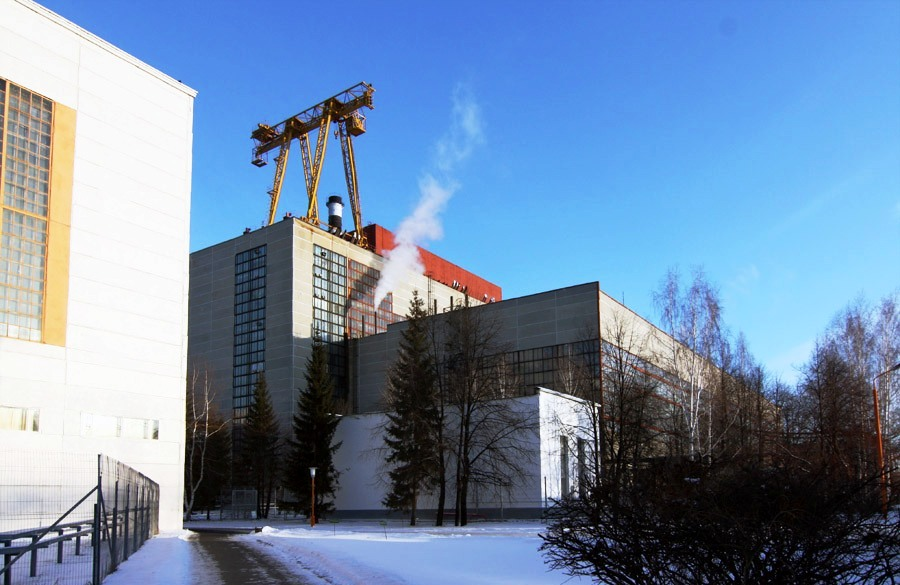
BN-600 im Kernkraftwerk Belojarsk

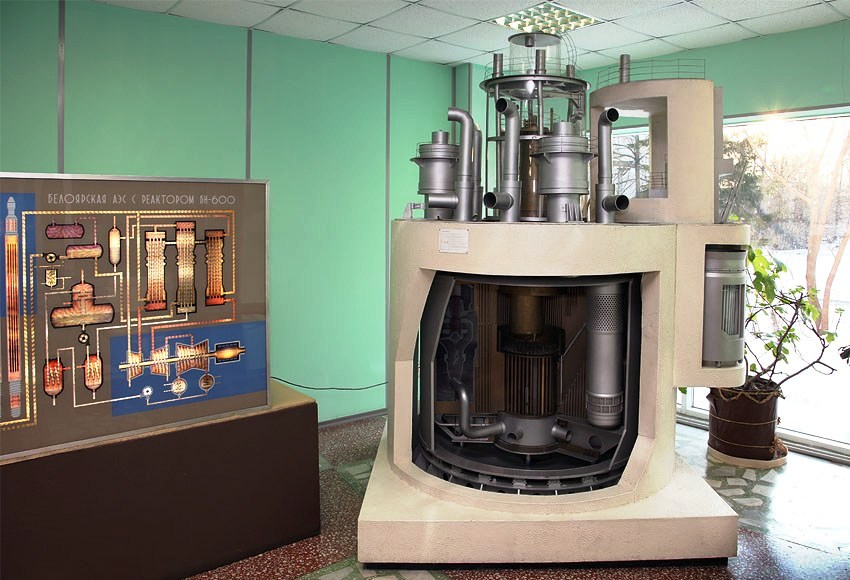
Modell des BN-600-Reaktors, ausgestellt im Kernkraftwerk Belojarsk

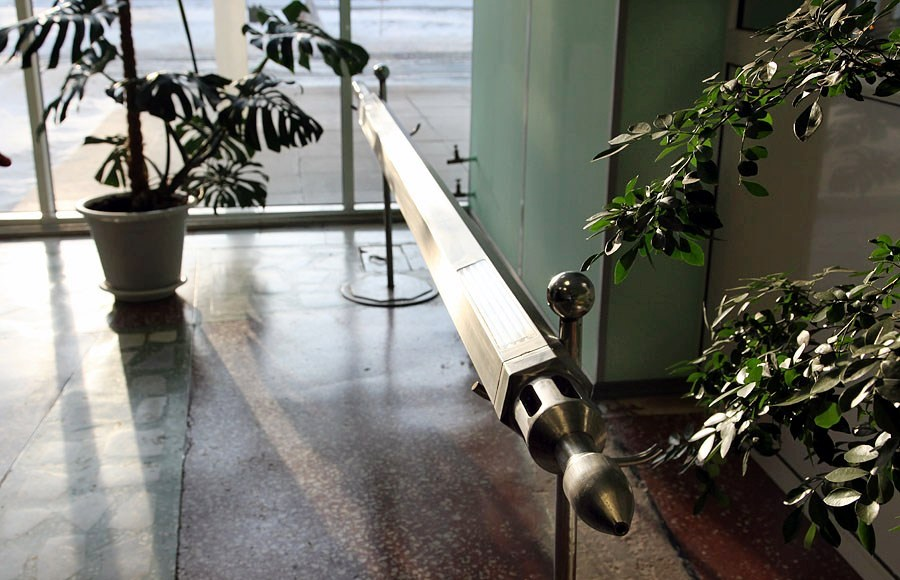
Brennelement eines BN-600

Der BN-600 ist die Weiterentwicklung des BN-350. Der Reaktor wurde im Kernkraftwerk Belojarsk-3 verbaut und ist seit 1980 in kommerziellem Betrieb (Stand 2021). Die Leistung beträgt 600 MW brutto und 560 MW netto. Der Reaktor ist anders als der BN-350 in Pool-Bauweise gebaut worden und gehört somit zu den fortgeschritteneren Brutreaktoren. Der Reaktor in Belojarsk besitzt kein Containment, unter anderem, weil das flüssige Metall anders als das Kühlwasser eines DWR oder SWR nicht unter Druck steht.
Mit 42 Jahren Betriebszeit und einer Verfügbarkeit über 74 % ist der BN-600, zusammen mit dem französischen Reaktor Phenix, einer der erfolgreichsten schnellen Brutreaktoren, die ans Stromnetz angeschlossen wurden.
Ein sich technisch am BN-600 orientierender Reaktor von 85 MWth Leistung (CEFR China Experimental Fast Reaktor) ging 2011 in China in Betrieb.

### BN-800
Der BN-800 ist eine Weiterentwicklung des BN-600. Er wird ebenfalls in Pool-Bauweise errichtet. In Belojarsk wurde 2006 mit dem Bau eines BN-800 begonnen, der im Juni 2014 den kommerziellen Betrieb bei reduzierter Leistung aufnahm. Am 7. Dezember 2007 wurden die ersten beiden Natriumtanks installiert und befüllt. Die Tanks haben eine Länge von 15 m, einen Durchmesser von 4 m und wiegen 54 t. Der BN-800 ist seinem Vorgänger ähnlich, jedoch in größerer Ausführung und nach strengeren Sicherheitsstandards konstruiert. Kritikalität wurde am 27. Juni 2014 erreicht. Im Dezember 2015 wurde er mit der Mindestleistung von 235 MW an das Stromnetz angeschlossen und im August 2016 wurde die erste 15-tägige Testphase bei Nennleistung erfolgreich abgeschlossen. Der kommerzielle Betrieb startete am 1. November 2016.
Der Bau von zwei BN-800 Reaktoren in China wurde 2009 vereinbart. Bis 2019 wurde mit dem Bau jedoch nicht begonnen. Nach Presseinformationen wurde der Vertrag aufgelöst.

### BN-1200
Der BN-1200 ist als Nachfolger des BN-800 geplant. Eine Entscheidung über den Bau sollte 2019 fallen. Der BN-1200-Bau wurde Mitte 2019 jedoch um 4 bis 8 Jahre verschoben. Neben der höheren Leistung von 1200 MW soll der BN-1200 die noch höheren Sicherheitsstandards der Generation IV erfüllen. Brutverhältnisse bis zu 1,45 sind geplant.

## Sicherheit

### Vorteile
- der niedrige Druck des flüssigen Metalls (Atmosphärendruck oder leicht höher, im Vergleich zu den etwa 150 bar eines Druckwasserreaktors und etwa 75 bar eines Siedewasserreaktors).
- beim BN-800 kann die Restleistung aus der Nachzerfallswärme bei ausgeschaltetem Reaktor vollständig passiv aufgenommen werden, d. h. ohne den Einsatz von Pumpen wie bei Leichtwasserreaktoren der 2. und 3. Generation.
- Iod, das gefährlichste radioaktive Element bei kerntechnischen Unfällen, kann vom Natrium zu einer nicht flüchtigen Verbindung gebunden werden.

### Nachteile
- Natrium reagiert mit Luftfeuchte oder Wasser heftig zu Natronlauge und Wasserstoff. Der gebildete Wasserstoff kann explosionsartig reagieren. Natrium reagiert auch intensiv mit Luftsauerstoff. Es müssen daher geeignete Sicherheitsmaßnahmen getroffen werden. Im BN-600 kam es zu mehreren Natriumaustritten zwischen 30 und 1000 kg, was zu Bränden und Reaktionen mit Wasser führte. Diese Ereignisse konnten beherrscht werden und führten zur Lösung der Problematik. Der letzte Natriumbrand war 1994.[7]
- Der Schmelzpunkt von Natrium liegt bei Normaldruck bei 98 °C. Die Anlage muss daher auch bei Stillstand des Reaktors ständig auf Temperatur gehalten werden, was allerdings elektrothermisch leicht möglich ist. Der Reaktorbehälter selbst wird jedoch durch die Zerfallswärme der Brennelemente ausreichend geheizt.[15]
- Die Kritikalitätssicherheit ist nur schwierig zu gewährleisten, wenn Transurane (Actinoide wie die Plutoniumisotope 240Pu, 241Pu und darüber) aus Atommüll verbrannt werden sollen.[16] Der Natrium-Dampfblasenkoeffizient des BN-800 kann je nach Brennstoffzusammensetzung positiv (Minore Aktinoide, reines MOX)[17] oder negativ sein (aktuelles Hybridcore: MOX plus Brennelemente aus angereichertem Uran).[18]

Als Alternative zu BN-Reaktoren werden in Russland bleigekühlte schnelle Reaktoren, wie BREST gebaut. Diese sollen nach einer EURATOM-Studie Sicherheitsvorteile im Vergleich zu BN-Reaktoren haben.

## Transmutation von Atommüll
Die BN-Baureihe soll einen Beitrag zur Schließung des Brennstoffkreislaufs liefern, da Transuranabfall im schnellen Neutronenspektrum spaltbar ist. Für eine komplette Beladung des BN-800 braucht man rund 15 t Material, davon etwa 20,5 % Plutonium, der Rest ist größtenteils Uran-238. Dieses Material könnte auch aus aufbereiteten alten Brennstäben von Atomkraftwerken stammen. Bei 10 % Abbrand hätte sich die eingesetzte Menge nach dem Zyklus um 1,5 t verringert und in relativ kurzlebige Spaltprodukte verwandelt. Wenn der Brutprozess von 238U nach 239Pu optimal funktioniert (>=1) dann wird zeitgleich aus dem 238U der Betriebsstoff für die nächste Ladung gebrütet. In Summe werden also rund 1,5 Tonnen 238U verbraucht oder transmutiert.
Einige Transurane des Atommülls verschlechtern die Kritikalitätssicherheit allerdings so drastisch, dass nur relativ geringe Mengen davon im Kern vorhanden sein dürfen. Laut BASE könnten gegenwärtig maximal 36 kg/Jahr von den im Müll besonders problematischen minoren Actinoiden im BN-800 durch Transmutation umgewandelt werden. Das entspricht der Menge, die zwei Leichtwasserreaktoren etwa gleicher Leistung pro Jahr erzeugen. Um hier sinnvoll Transuranabfall (also minore Actinoide) zu spalten, wäre es dementsprechend nötig, 30 % der existierenden Kraftwerke durch schnelle Reaktoren zu ersetzen. Es gibt deshalb ein von 2019 bis 2034 laufendes Forschungsprojekt, durch welches untersucht wird, ob eine größere Menge verarbeitet werden kann. Analysen von 2005 zeigten auf, dass es im Prinzip möglich wäre, bis zu 90 kg/Jahr an minoren Actinoiden umzuwandeln, wenn der Kern des Reaktors nur noch Uran-235 enthielte und das sonst vorhandene Uran-238 durch einen Platzhalter (Zirkoniumcarbid, Aluminiumnitrid oder Magnesiumoxid) ersetzt würde. In diesem Falle ändert sich die Anreicherung des Uran-235 nicht, da es mit dem Platzhalter durchmischt wird. Ein so ausgerüsteter BN-800 könnte von fünf Kernkraftwerken der 1-GW-Klasse die jährlich anfallenden minoren Aktinoide in kurzlebige Spaltprodukte umwandeln.
Bei der ersten Beladung 2014 wurde der BN-800 genutzt, um vertragsgemäß Waffenplutonium zu vernichten. Seit 2021 läuft der BN-800 mit MOX-Brennstäben, die aus radioaktiven verbrauchten Brennstäben gewonnen wurden.
Andere Komponenten des hochaktiven Atommülls wie langlebige Spaltprodukte werden auch im BN-800 erzeugt, können im Neutronenspektrum des BN-800 jedoch nicht transmutiert werden (s. hier), sodass der BN-800 diesbezüglich ein Atommüllerzeuger bleibt. Es ist allerdings anzumerken, dass langlebige Spaltprodukte (im Wesentlichen Technetium-99 und Cäsium-135) im Vergleich zu Plutonium-239, Uran-235 und -238 oder minoren Aktinoiden eine um mehrere Größenordnungen geringere Radiotoxizität haben und als Betastrahler zudem leicht abschirmbar sind. Gefahr geht von diesen langlebigen Spaltprodukten vor allem dadurch aus, dass sie anionische Verbindungen eingehen können, die eine hohe chemische Mobilität besitzen (Kationische Verbindungen sind im Boden deutlich weniger mobil als anionische). Bei der Endlagerung ist hier also besondere Sorgfalt erforderlich, damit diese nicht in die Biosphäre gelangen.
Ein den BN-Reaktoren ähnliches Transmutationsprojekt, das von Frankreich mit japanischer Beteiligung entwickelte Generation-IV-Natriumreaktorkonzept ASTRID, wurde im Sommer 2019 von der CEA vorerst aufgegeben und auf die zweite Hälfte des jetzigen Jahrhunderts zurückgestellt. Ein neuer Projektplan für Generation-IV-Reaktoren wurde für Ende 2019 angekündigt.